# Cadiz (Ohio)
Pour les articles homonymes, voir Cadiz.
La ville de Cadiz (en anglais [ˈkædɪs]) est le siège du comté de Harrison, situé dans l'État de l'Ohio, aux États-Unis.

## Personnalité liée à la ville
L’acteur Clark Gable est né à Cadiz le 1er février 1901.